# Anspannung (Psychologie)
Psychische Anspannung (auch: psychische Spannung) bezeichnet als Oberbegriff verschiedene Zustände, die mit einem Niveau der Aktivität des Nervensystems in Zusammenhang stehen. Der Ausdruck wird insbesondere in der Alltagssprache sowie in der Sportpsychologie verwendet und findet teilweise Eingang in die Arbeitspsychologie. Im medizinischen Kontext werden psychische und zugleich physiologische Reaktionen bei Tieren und Menschen unter den Begriff des Stress gefasst.
Die bei Lesern oder Zuschauern auftretende Spannung (Suspense) wird als literarisches Mittel beziehungsweise dramaturgisches Mittel eingesetzt. Umgangssprachlich wird eine psychische Anspannung oder Erregung als Nervenkitzel bezeichnet, der beispielsweise bei Achterbahnen und bei Extremsportarten eine wesentliche Rolle spielt. Im Zusammenhang mit Auftritten vor Publikum wird von Lampenfieber gesprochen.

## Spannung und Spannungslösung
Es wird postuliert, dass psychische Anspannung durch Emotionen oder Gemütsverfassungen oder äußere Einflüsse entstehen oder mit ihnen einhergehen kann:
- einer Haltung gespannter Erwartung oder Befürchtung, Angst oder Unsicherheit, Nervosität, Motivation und Freude,[1][2] einem schlechten Gewissen oder einem Gefühl von Unzufriedenheit[3]
- psychische Belastung
- Gebrauch von Drogen, einschließlich Alltagsdrogen wie Kaffee, Gebrauch von Medikamenten.

Aufgrund der Komplexität der Vorgänge im Menschen sind Rückkopplungseffekte unter diesen Faktoren möglich.
Laut Gestaltpsychologie bleiben auch unvollendete Handlungen oder ungelöste Probleme, gegebenenfalls unbewusst, als psychische Spannung bestehen. Auch der Gefühlszustand der kognitiven Dissonanz wird auf psychische Anspannung zurückgeführt. In der Arbeitspsychologie wird emotionale Spannung mit intuitiven und kreativen Prozessen in Verbindung gebracht.
Es wird postuliert, dass hypersensible Personen auf Reize überdurchschnittlich stark mit psychischer Spannung reagieren und ein vergleichsweise geringes Niveau an Außenreizen als Reizüberflutung empfinden.
Edmund Jacobson beobachtete, dass psychische Spannung und Stress bei Menschen mit einer körperlichen Anspannung einhergeht. Die Medizin kennt zahlreiche Stressreaktionen als Reaktion des Körpers auf Stressoren. Eine gesteigerte psychische Spannung (psychische Übererregung) kann zu Verspannung und dadurch beispielsweise im Sport zu weniger als optimalen Ergebnissen führen. Übermäßig erhöhte Anspannung führt auch zu einer verringerten Lernleistung. Zudem werden psychische Spannungen und Stress für verschiedenste Erkrankungen und Störungen verantwortlich gemacht. Beispielsweise kann anhaltende psychische Spannung Muskel-Skelett-Erkrankungen zur Folge haben.
Aaron Antonovsky geht in dem von ihm entwickelten Ansatz der Salutogenese davon aus, dass Ressourcen, und insbesondere ein hohes Gefühl der Kohärenz, es Menschen erlauben, Stress-Situationen und potenziell schädliche Spannungen zu bewältigen.
Das ungefähre Ausmaß der eigenen psychischen Anspannung ist dem Menschen über die Selbstwahrnehmung als innere Anspannung bewusst, ohne dass der Einzelne notwendigerweise über ein vollständiges Bild vorhandener Anspannungen verfügt. Psychotherapeutische Behandlungen zielen darauf, Probleme oder Spannungen bewusst zu machen beziehungsweise zu lösen. Auch die Akupunktur sowie zahlreiche esoterische Ansätze berufen sich darauf, dass durch spezielle Techniken unbewusste Spannungen und Blockaden gelöst würden.
Eine Spannungsreduktion kann auch durch verhaltenswirksame oder kognitive Strategien herbeigeführt werden. Auch Entspannungstechniken wie Kontrollierte Atmung, Biofeedback, Progressive Muskelentspannung oder Autogenes Training führen zu einer Verringerung der Anspannung. Bei Tension and Trauma Releasing Exercises (TRE)-Methoden soll sogenanntes „neurogenes Zittern“ psychische Spannungen und Traumata auflösen. Sportliche Betätigung und Hitzeanwendungen wie Baden oder Saunieren ermöglichen bei akuter Anspannung ein geistiges „Abschalten“ und anschließende Regeneration. Gegebenenfalls verblasst Anspannung nach gewisser Zeit von selbst; auch Lachen und Weinen gehen mit einer Lösung von Spannungen einher.

## Kritik und fehlende Messbarkeit
Es besteht kein definiertes Verfahren zur Operationalisierung (Messbarmachung) psychischer Anspannung. Einen Anhaltspunkt für die psychische Anspannung gibt, bei physischer Ruhe, beispielsweise eine Messung der Pulsfrequenz. Auch Atemfrequenz und Blutdruck können von psychischer Anspannung beeinflusst werden. Auf solchen Zusammenhängen beruht die postulierte Funktionsweise des umstrittenen Lügendetektors, der Reaktionen misst, die womöglich auf Nervosität oder andere Emotionen zurückzuführen sind.
Ein einziger Parameter „psychische Spannung“ kann die Vielzahl möglicher psychischer und mentaler Vorgänge und Zustände nur ungenügend beschreiben. So sind beispielsweise vor dem Erzielen sportlicher Leistungen weitgehende physische und psychische Entspannung, zugleich aber hohe Vigilanz und Konzentration erforderlich.